# Майк де Альбукерке
Майк Де Альбукерке (англ. Mike de Albuquerque; 24 июня 1947, Уимблдон) — британский музыкант, певец и композитор, наибольшую известность получивший как участник группы Electric Light Orchestra, с которой он записал три альбома в период с 1972 по 1974 год.
Параллельно с участием в ELO и после ухода из группы Альбукерке выпустил несколько альбомов, как сольных, так и в сотрудничестве с другими музыкантами и коллективами, а также принял участие в недолговечной группе Violinski, в которую также входил другой бывший участник ELO Мик Камински. Два его сольных альбома We May Be Cattle But We've All Got Names (1973) и Stalking The Sleeper (1976) были названы шедеврами раннего прогрессивного рока. 

## Дискография
Electric Light Orchestra
- ELO 2 (1973)
- On the Third Day (1973)
- Eldorado (1974)

Сольные и совместные альбомы
- First Wind (Ricotti & Albuquerque) (1971)
- We May Be Cattle But We've All Got Names (1973)
- Stalking The Sleeper (1976)

Sundance
- Sundance (1982)